# Diamantový princip
Diamantový princip (značí se ◊) je matematické tvrzení z oblasti teorie množin, konkrétně nekonečné kombinatoriky. Jde o tvrzení nezávislé na axiomech Zermelo-Fraenkelovy teorie množin s axiomem výběru. Poprvé ho formuloval roku 1968 Ronald Björn Jensen.

## Znění
Diamantový princip lze formulovat následovně:
Existuje posloupnost {\displaystyle (M_{\alpha };\,\alpha \in \omega _{1})} množin taková, že {\displaystyle M_{\alpha }\subseteq \alpha } a pro každou množinu {\displaystyle X\subseteq \omega _{1}} je {\displaystyle \{\alpha ;X\cap \alpha =M_{\alpha }\}\,\!} stacionární množina v {\displaystyle \,\omega _{1}\,\!}.

## Vztah k jiným dodatečným axiomům
Diamantový princip není dokazatelný ani vyvratitelný v ZFC – to lze ukázat užitím forcingu . Jeho „sílu“ v porovnání s ostatními nezávislými tvrzeními lze vyjádřit následovně:
- Diamantový princip platí v univerzu konstruovatelných množin, vyplývá tedy z axiomu konstruovatelnosti.
- Z diamantového principu plyne hypotéza kontinua. Důkaz tohoto tvrzení je velmi snadný.
- Diamantový princip implikuje rovněž existenci Suslinova stromu a tedy neplatnost Suslinovy hypotézy.

## Zobecnění
Diamantový princip lze zobecnit následujícím způsobem na tvrzení {\displaystyle \diamond _{\lambda }(I)}, kde {\displaystyle \lambda } je nespočetný regulární kardinál a {\displaystyle I\subseteq \lambda }:
Existuje posloupnost {\displaystyle (M_{\alpha };\,\alpha \in I)} množin taková, že {\displaystyle M_{\alpha }\subseteq \alpha } a pro každou množinu {\displaystyle X\subseteq \lambda } je {\displaystyle \{\alpha ;X\cap \alpha =M_{\alpha }\}} stacionární množina v {\displaystyle \,\lambda \,\!}.
Místo {\displaystyle \diamond _{\lambda }(\lambda )} se píše pouze {\displaystyle \diamond _{\lambda }}. Klasický diamantový princip {\displaystyle \,\diamond } pak odpovídá {\displaystyle \diamond _{\omega _{1}}}.......